# Quincampoix
Quincampoix település Franciaországban, Seine-Maritime megyében. Lakosainak száma 3118 fő (2022. január 1.). Quincampoix Bosc-Guérard-Saint-Adrien, Fontaine-sous-Préaux, Houppeville, Isneauville, Morgny-la-Pommeraye, Préaux, Saint-André-sur-Cailly, Saint-Georges-sur-Fontaine és La Vieux-Rue községekkel határos.

## Népesség
A település népességének változása:
| Lakosok száma | 2975 | 2956 | 3028 | 2994 | 3007 | 3097 | 3102 | 3110 | 3118 |
|               | 2013 | 2015 | 2016 | 2017 | 2018 | 2019 | 2020 | 2021 | 2022 |